# Future Breeds
Future Breeds è il quarto album in studio dalla band Hot Hot Heat, pubblicato l'8 giugno 2010 con l'etichetta Dine Alone Records. È il primo album con il nuovo bassista Parker Bossley, dei Fake Shark – Real Zombie!
Tre brani dell'album, JFK's LSD, Future Breeds e Goddess on the Prairie sono stati pubblicati sul sito web di Spin Magazine. Inoltre, Goddess on the Prairie" era una delle canzoni disponibili in un pacchetto musicale opzionalmente fornito in bundle con Winamp 5.58.
La copertina dell'album è stata realizzata dall'artista canadese Keith Jones.

## Tracce
1. YVR – 2:11
2. 21@12 – 3:40
3. Times a Thousand – 3:16
4. Implosionatic – 2:31
5. Goddess on the Prairie – 3:17
6. Zero Results – 3:33
7. Future Breeds – 4:21
8. JFK's LSD – 3:37
9. Jedidiah – 2:42
10. Buzinezz az Uzual – 4:14
11. What Is Rational? – 3:08
12. Nobody's Accusing You (Of Having a Good Time) – 4:01